# Dostoïevistique

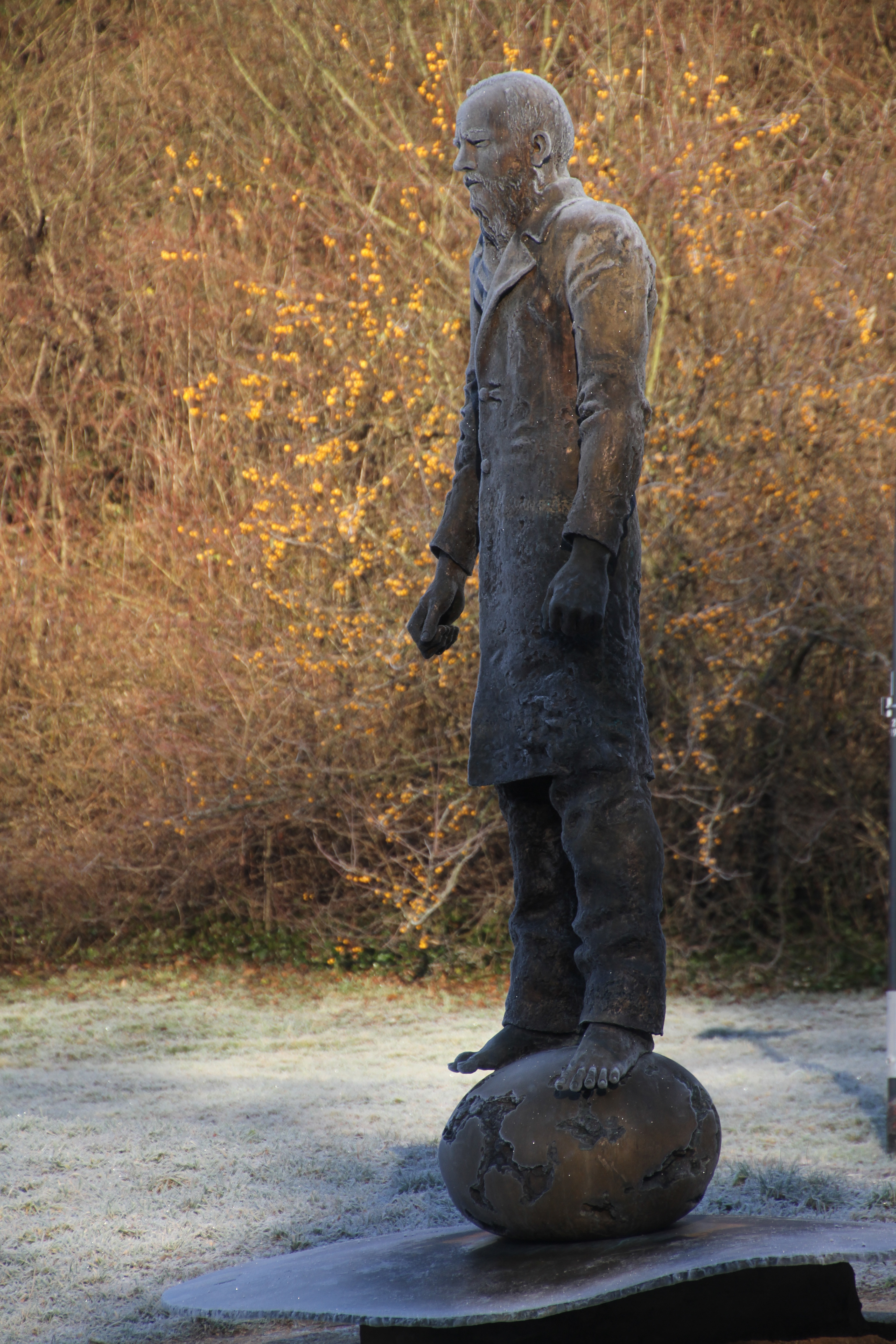
Baden-Baden Statue de Dostoïevski par Leonid Baranov, en 2004

La Dostoïevistique ou Dostoïevskologie (en russe : достоеви́стика ou russe : Достоевскове́дение) est une branche de la critique littéraire et de l'histoire de la littérature, consacrée à la biographie et à l'œuvre de Fiodor Dostoïevski. Les chercheurs sur la vie et l'œuvre de Dostoïevski sont appelés en russe dostoïevistes ou les spécialistes de Dostoïevski ou dostoïevskologues. Au XXIe siècle apparaît l'appellation néodostoïevistes .
Parmi les dostoïevistes russes réputés on peut citer: l'académicien Gueorgui Friedländer, le docteur en histoire Sergueï Belov, les docteurs en philologie Igor Volguine, Vladimir Zakharov (ru)
(qui dirige les écoles de Petrozavodsk en la matière), Tatiana Kassatkina, Lioudmila Saraskina , Karen Stepanian, Gouri Chtchennikov.
En 1971, des chercheurs occidentaux ont créé la Société internationale Dostoïevski destinée à l'étude de l'œuvre de l'écrivain russe, à l'occasion du 150e anniversaire de sa naissance (Dostoïevski est né en octobre 1821).

## Buts poursuivis
Lors de la création et des travaux entrepris par la Société internationale Dostoïevski, des objectifs ont été établis. Le but principal était déjà décrit dans les travaux de Vassili Komarovitch, dans son ouvrage Dostoïevski. Problèmes de l'étude historique et littéraire actuelle (1925).
Ce spécialiste explique que ses premières et principales recherches dans l'œuvre de Dostoïevski (à la fin du XIXe siècle début du XXe siècle) ont porté sur le problème de l'idéologie de l'auteur. Il s'attendait à cette priorité parce que la richesse idéologique des œuvres de Dostoïevski, si elle laissait ses contemporains indifférents ou perplexes, ne les empêchait pas de comprendre que la créativité de ces œuvres représentait un exemple unique qui se démarquait nettement parmi la littérature russe du XIXe siècle. La recherche qui a ouvert l'œuvre de Dostoïevski aux philosophes et aux critiques s'est révélée très utile, mais elle présente l'inconvénient important de faire intervenir dans l'esprit des lecteurs de Dostoïevski ses conceptions religieuses et philosophiques. Or les critiques sont souvent loin de distinguer dans un roman la partie qui est pure invention philosophique et artistique d'une part et le sens général et la symbolique que l'auteur veut donner à l'ensemble de son œuvre.

## Étude des idéaux et des principes de l'auteur
Selon V. L. Komarovitch, une avancée considérable est survenue dans l'étude de l'œuvre de l'écrivain grâce au travail de Viatcheslav Ivanovitch Ivanov et de son ouvrage Dostoïevski Tragédie, mythe religion (1932). La manière peu conventionnelle dont le critique aborde l'étude de l'écrivain réside dans le fait que « la vision du monde de Dostoïevski, en tant que recherche, doit être présentée comme une déduction harmonieuse et stricte des idées et des concepts de la compréhension du monde à partir d'un principe de base, du principe de la vision du monde. L'idéologie de Dostoïevski est recherchée dans la dialectique de ses propres positions, afin de trouver le commencement de sa vision du monde, à partir de laquelle se déroulera ensuite la plénitude de toutes les croyances de Dostoïevski». Ivanov s'est révélé être un pionnier en son genre, en montrant les buts et objectifs de la dostoïevistique: il faut trouver le nœud qui relie la poétique et la philosophie de Dostoïevski, ce principe fondamental de la vision du monde de l'écrivain que l'on découvre dans la construction de ses romans .
Pendant de nombreuses années après la publication des travaux de V. L. Komarovitch, des études de dostoïevistes (en ce compris les Russes de l'étranger) ont constitué une base d'idées riches sur laquelle repose la dostoïevistique. C'est dans les années 1990 au XXe siècle que des critiques réputés ont rassemblé de nombreux éléments de base : Arkadi Dolinine, V. L. Komarovitch, Leonid Grossman, Viktor Vinogradov (en), Alfred Bem (ru), Piotr Bitsilli (ru), Aaron Steinberg (ru), Ivan Lapchine (ru), Mikhaïl Bakhtine, Alexandre Skaftimov (ru), Constantin Motchoulski, R. Pletnev, Iakov Golosovker (ru), Alexeï Tchitcherine (ru), N Tchirkov, М. Altman, Lev Zander, Gueorgui Friedländer, L. Rosenblum, Eléazar Mélétinsky, Vladimir Toporov, Lidia Lotman (ru), Vadim Kojinov (ru), Valeri Kirpotine, G. Meier, Gueorgui Gatchev (ru), V. Vetlovskaïa, Iouri Selezniov (ru), G. Ponomareva, N. Natova, V. Tounimanov, А. Arkhipova, Е. Kiiko, Anatoli Batiouto (ru), Т. Ornatskaïa, N. Boudanova, D. Sorkina, I. Iakoubovitch, I. Bitiogova, Sergueï Botcharov, Vladimir Zakharov (ru), R. Poddoubnaïa, Igor Volguine, N. Tamartchenko, Romen Nazirov (ru), Rita Kleiman, V. Svitelski, А. Kounilski, et d'autres encore .
Parmi les auteurs repris par des éditeurs en langue française se retrouvent encore notamment les noms de Pierre Pascal, Vissarion Belinski, Dominique Arban, Alexis Klimov
,.

## Influence de l'idéologie communiste
À une époque où l'idéologie communiste exerçait une forte influence sur la science et la pensée en Union soviétique et empêchait les chercheurs de penser et de créer librement, des interprétations apparaissaient inévitablement, qui faussaient les idées de l'écrivain sur le plan de la religion. Étudier la poétique de Dostoïevski sans tenir du contexte orthodoxe, signifiait transformer les conclusions théoriques des chercheurs soviétiques en phrases creuses. Quand sont apparus les changements idéologiques il n'est donc pas étonnant que dans la dostoïevistique des changements radicaux se sont produits. Hors du christianisme, l'œuvre de Dostoïevski ne pouvait pas être comprise correctement. Gouri Chtchennikov (ru) démontre que «les analyses éthiques, psychologiques et poétiques étaient supplantées par les recherches sur les racines nationales et religieuses de l'écrivain ». Après l'époque soviétique, les voies de compréhension de Dostoïevski ont également été fondées sur l'ontologie et la prise de conscience du lien inséparable qui relie l'homme à Dieu, ce qui a conduit à une prise de conscience complètement nouvelle du niveau exceptionnel de la créativité de l'écrivain lorsqu'il décrit de manière artistique toute la complexité de la métaphysique chrétienne. La fin du XXe siècle et le début du XXIe siècle ont été marquées par de nouvelles recherches dans le contexte de la morale chrétienne. La monographie de V. V. Doudkine qui s'inspire des travaux de Léon Chestov présente à cet égard un intérêt certain. L'auteur dresse un parallèle entre l'œuvre de Dostoïevski et celle du philosophe allemand Friedrich Nietzsche: « Les deux noms s'attirent tels des aimants. Dostoïevski et Nietzsche forment un carrefour incontournable dans la culture du XXe siècle et le début du XXIe siècle ».

## Dostoïevistique actuelle
Les études des critiques littéraires ont donné certains résultats pour la compréhension du contexte chrétien de l'œuvre de Dostoïevski. Cependant, au milieu des années 1990, il est apparu clairement que l'interprétation de l'œuvre de l'écrivain et de toute la littérature russe n'était pas possible sans avoir résolu d'importants dilemmes liés à la compréhension du contexte orthodoxe de la littérature russe comme phénomène particulier au sein de la littérature mondiale. Ivan Essaoulov analyse le roman Les Frères Karamazov à l'aide de la catégorie philosophico-esthétique de la sobornost, considérée non comme une abstraction de nature idéologique, mais comme l'expression d'une des particularités fondamentales, un archétype de l'orthodoxie russe. Le principe de la sobornost se retrouve non seulement dans l'œuvre de Dostoïevski, mais aussi dans de nombreux textes de la littérature russe de différentes époques historiques et de diverses orientations littéraires, reflétant cet archétype. Viatcheslav Ivanovitch Ivanov a, selon I. Essaoulov, anticipé l'idée de Mikhaïl Bakhtine sur le type polyphonique de la pensée artistique en relevant la sobornost dans l'œuvre de Dostoïevski.
I. Essaoulov propose de comparer cette catégorie capitale du christianisme orthodoxe de sobornost à la catégorie polyphonique de Bakhtine dans ses recherches approfondies .
Actuellement, en dostoïevistique, on prend conscience de la nécessité de résoudre les questions de poétique théorique, associées non seulement à une définition plus précise de l'idéal orthodoxe, mais aussi aux résultats de recherches qui ont une nouvelle fois démontré la validité de la position de I. Essaoulov sur l'importance de l'axiologie dans le processus d'analyse de l'œuvre littéraire. Il est incontestable qu'il faut créer une sorte de philologie religieuse unique pour Dostoïevski, à laquelle Sergueï Botcharov est, quant à lui, opposé.
O. V. Pitchougina écrit en 2006: «De plus la dostoïesvistique était prête à discuter des conceptions chrétiennes de Dostoïevski déjà en 1860, en particulier de celles qui avaient affecté la création des romans Crime et Châtiment et L'Idiot. Les critiques, auteurs d'articles à ce sujet, ont été plus tard: Sergueï Botcharov, G. Ermilova, А. Kounilski, Grigory Pomerants (en), V. Svitelski, Gouri Chtchennikov. Bien entendu la question des idées de Dostoïevski concernant le dogme est celle qui occasionne toujours le plus grand nombre de débats».

## Discussion sur les points de vue de Dostoïevski

### Dostoïevski et la religion
Aujourd'hui, deux opinions complètement opposées sont clairement exprimées sur la nature des opinions religieuses de l'écrivain. Mikhaïl Dounaev, examinant les fondements de l'œuvre de Dostoïevski, arrive à la conclusion suivante: « Il n'y avait pas de christianisme propre de l'écrivain qui ne corresponde pas avec la vérité complète du message du Christ c'est-à-dire l'orthodoxie ». Les opinions des chercheurs s'expriment le mieux dans la phrase suivante: « En dehors de l'orthodoxie, Dostoïevski ne peut être compris et toute tentative de l'expliquer sur base des seules valeurs humaines reste inintelligible et n'a pas de sens. Il est certain que certaines vérités peuvent être extraites de l'héritage de l'écrivain et rester en dehors de sa vie religieuse — Dostoïevski est un écrivain qui a plusieurs niveaux différents, — mais sans relier tout ensemble, toute compréhension d'un problème reste incomplète, fragile et peu fiable».
L'opinion du chercheur K. G Issoupov est différente: « Pour Dostoïevski, artiste, penseur, publiciste il n'y a pas de transcendance de Dieu. Ni la Trinité, ni Dieu le Père ne s'intéressent beaucoup à lui; il reconnait l'Incarnation de Jésus-Christ comme un miracle, comme un absolu mais qui est réalisé comme idéal de sacrifice, comme norme morale, comme promesse de Salut. En d'autres mots le Christ est compris comme une immanence, comme un phénomène humain de ce qui est au-dessus de l'humain».

### Position neutre
La position intermédiaire dans l'analyse de la religion de Dostoïevski est celle adoptée par A. M. Lioubomoudrova, qui reconnaît que Dostoïevski s'est approché des dogmes orthodoxes et que son œuvre de la seconde moitié du XIXe siècle peut être qualifiée de puissante opposition aux tendances à la laïcisation de la culture . Quant à О. V. Pigoutchine, il écrit: « Cette évaluation, doit toutefois être accompagnée de réserves substantielles, en particulier celles émises par V. Kotelnikov qui considère que Dostoïevski niait le contenu mystique orthodoxe, aussi bien que le rite et l'église et qu'il a mal compris le dogme christologique. Dans les travaux de ces dernières années les points de discordance entre l'écrivain et l'orthodoxie ont été nommés sous ces appellations d'hérésie du nestorianisme et de gnosticisme (I. Kirillova, B. Tikhomirov)». Il faut remarquer que ces travaux ne sont pas faits par des théologiens.
Un article plus retenu a été publié par l'archiprêtre Dmitri Grigoriev qui note que « l'on trouve chez Dostoïevski des similitudes avec l'Église syriaque orthodoxe et son école patristique orientale surtout sur les questions fondamentales christologiques et anthropologiques». Il semblerait que la dostoïevistique prenne un essor, qui reflète le souhait de mettre en avant la place qu'occupe l'humanisme dans la position religieuse de l'écrivain. О. V. Pitchougine propose un exemple démontrant l'apparition d'une tendance particulière dans l'interprétation des thèmes religieux de Dostoïevski.

## La tendance à l'humanisme
I. Kirillova, a soutenu que la christologie défendue par l'écrivain était proche du nestorianisme et a cité comme preuve la lettre adressée à Apollon Maïkov le 16 (28) août 1867: « Le déisme nous a donné le Christ, c'est-à-dire un haut représentant de l'humanité que l'on ne peut comprendre sans le vénérer et dont on il faut croire qu'il est un idéal éternel de l'humanité !» De toute évidence, sans la connaissance du contexte il peut sembler que la citation confirme l'idée du chercheur suivant laquelle l'écrivain s'est trompé dans la compréhension de la synthèse des deux natures en Jésus Christ et l'a pris comme un homme devenu à un moment donné de sa vie la demeure du divin. Il est clair que la simple perception du Christ comme homme ne transforme pas la vision du monde de Dostoïevski en hérésie. Il convient de rappeler que: «Le premier homme vient de la terre, le deuxième Homme est le Seigneur qui vient du ciel». Mais il ne faut pas exclure la fait qu'un homme, après avoir lu l'article de I. Kirillova soit attiré par cette citation en partie en raison de son manque de connaissance. Si le contexte lui est rendu tous ses doutes seront écartés. Dans sa lettre de 1867, Dostoïevski dresse une appréciation sévère de la personnalité d'Ivan Tourgueniev et de son roman Fumée (roman), et encore des disputes avec les athéistes: « Et ces gens sont vains, et en fait ils sont athées. Tourgueniev m'a annoncé qu'il était définitivement athée. Mais mon Dieu: le déisme nous a donné le Christ, ce qui est une si haute représentation de l'homme que l'on ne peut le comprendre sans le vénérer et sans croire en lui, et qui est un idéal pour l'humanité éternelle! Et eux, que nous ont-ils présenté ces Tourgueniev, ces Herzences Outine, ces Tchernychevski? Au lieu de la plus haute beauté de Dieu sur laquelle ils crachent qu'espèrent-ils et qui les suivra ?» C'est ici que l'on voit clairement combien l'opinion de Dostoïevski se différencie de celle des athées.
Malheureusement il existe des présomptions suivant lesquelles la citation de Dostoïevski est sortie de son contexte par Kirillova et ce serait loin d'être une coïncidence: il existe une preuve de la tentation du Christ homme et Dostoïevski y croit sans condition, surtout dans les années 1860.
Quant à l'hérésie c'est une sorte de point de transit sur la voie de la nouvelle conviction, qui devrait apparaître dans les années 1870. C'est sur base d'une définition hérétique de la christologie que le roman L'Idiot peut être interprété.
Le souhait actuel d'humaniser Dostoïevski parle avant tout du manque d'attention porté aux débuts spirituels de son œuvre. Comme le note à juste titre l'archevêque Johan Chakhovskoï (ru), en lisant les publications sur Dostoïevski, on peut mesurer la tension artérielle de la critique littéraire russe et mondiale, alors que les tentatives d'humaniser l'héritage de l'écrivain ont toujours été, à son estime, moins louables.

## Avenir et perspective
Revenant une fois de plus sur les objectifs éternels déterminés par V. Komarovitch, il faut remarquer que, de nos jours, la dostoïevistique russe se trouve seulement au début du chemin pour comprendre la nature profonde de l'œuvre de Dostoïevski, en retrouvant les liens réels entre sa poétique et ses vues religieuses et philosophiques. Il semble que ce soit précisément sur cette base qu'il faut attendre de nouvelles découvertes inattendues. Comme le disait А. Zvoznikov, « en relisant Dostoïevski dans le sens de la tradition séculaire orthodoxe il sera possible de voir la profondeur tout à fait inattendue de la mystique et de la conscience religieuse du peuple russe». Il est très important que la relecture actuelle de Dostoïevski se fasse en ligne avec le christianisme, c'est-à-dire dans une pleine correspondance avec les traits distinctifs de cette spiritualité exprimée par l'un des plus grands écrivains de l'histoire de la Russie.